# Squadra zoppa

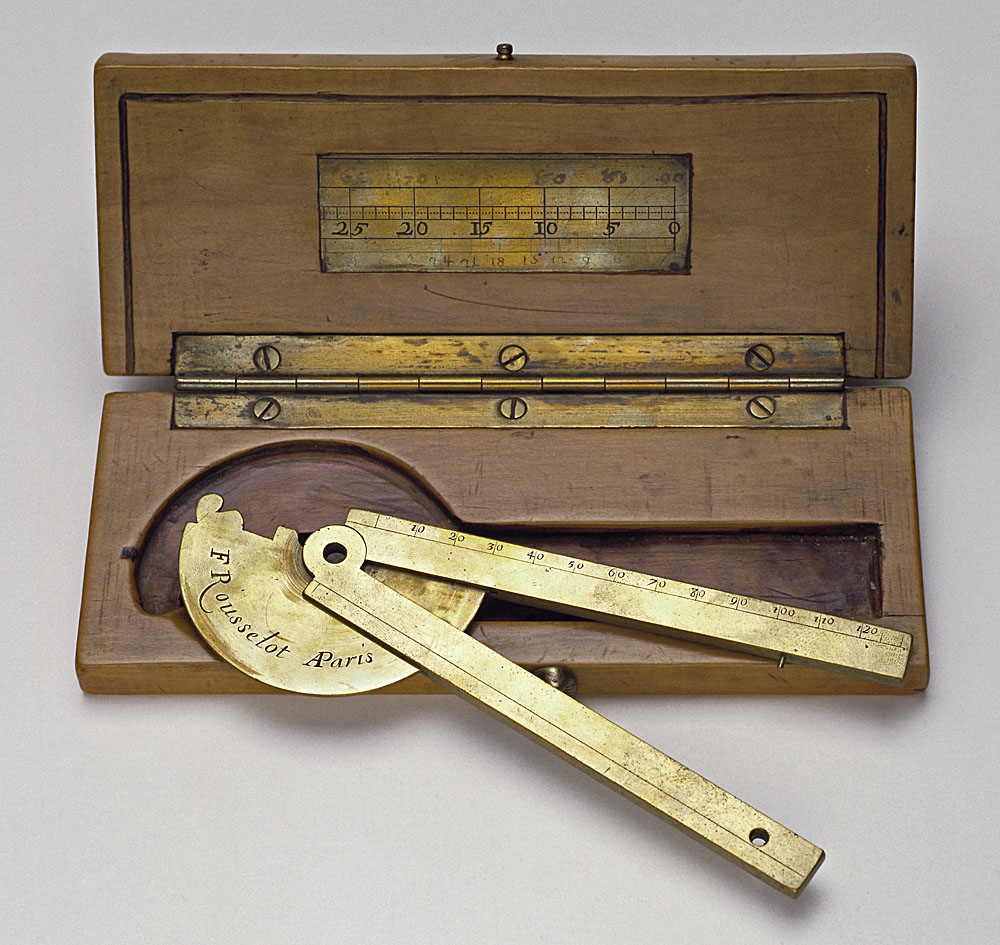
Squadra zoppa al Museo Galileo, Firenze.

La squadra zoppa è uno strumento geometrico.
È una squadra formata da due bracci imperniati a mo' di compasso, bloccabili per mezzo di un morsetto a vite. Era talvolta munita di cerchio goniometrico nello snodo, o di un arco graduato fissato su uno solo dei bracci. Serviva a misurare gli angoli interni ed esterni. Alcuni esemplari sono anche muniti di bussola e visori per il rilievo topografico.